# Eggalm-Nord
De Eggalm-Nord is een stoeltjeslift op de Eggalm, te Lanersbach in Oostenrijk.

## De oude lift
In de zomer van 1984 werd er begonnen met de bouw van de tweepersoons stoeltjeslift. Hij werd diezelfde winter nog in gebruik genomen. Doordat de stoeltjeslift behoorlijk langzaam was, deed hij behoorlijk lang over zijn parcours naar boven. Er is niet heel veel over deze kabelbaan bekend op bijvoorbeeld zijn bouwjaar na.

## De nieuwe lift
In 2004 heeft men een nieuwe lift op deze plaats gebouwd omwille van de capaciteit. Daarom heeft de oude lift plaats moeten maken voor deze nieuwe lift. De bouwer van de nieuwe lift is Doppelmayr, de grootste leverancier van kabelbanen in de hele wereld. De capaciteit van de nieuwe lift bedraagt 2400 personen per uur.